# Latorica
De Latorica (Hongaars: Latorca; Slowaaks: Latorica; Oekraïens; Латориця,  Latorytsja) is een rivier in het stroomgebired van de Donau. De rivier ontspringt in Oekraïne, in de Karpaten, nabij het dorp Latirka en stroomt door Oekraïne (156.6 km) naar Slowakije (31.4 km), 188 km in totaal. De rivier stroomt door de plaatsen Svaljava, Moekatsjevo, Solomonovo, Tsjop en Veľké Kapušany. In Zemplín komt de rivier samen met de Ondava en vormt vanaf daar de Bodrog wat weer een zijrivier is van de Tisza.